# Ludicorp
A Ludicorp é a empresa que criou o Flickr e Game Neverending. Ela foi comprada pelo Yahoo! em 2005.

## Equipe
A equipe consiste de: 
- John Allspaw, Gerente, Operações Técnicas
- Stewart Butterfield, Presidente
- Jason Classon, Líder de Operações
- Eric Costello, Líder de Desenvolvimento de Cliente
- Caterina Fake, Vice-presidende de Marketing e Comunidade
- Cal Henderson, Líder de desenvolvimento na Web
- Paul Lloyd, Desenvolvedor
- George Oates, Produtor
- Ben Cerveny, Conselheiro